# Буковачка водица
Буковачка водица, саграђена 1928. године, је једна од три водице које се налазе у околини Сомбора. Налази се уз Велики бачки канал, недалеко од од преводнице на каналу Дунав-Тиса-Дунав на уласку у салашарско насеље Чичови. Водица је посвећена светом Илији и припада Буковцу, салашарском насељу северозападно од Сомбора.

## Историјат
Током ранијих векова био је раширен обичај да се поред извора или бунара са лековитом и исцелитељском водом, за коју се веровало да може да оздрави човека и исцели болести, буду грађене омање капелице које су називане водице или водица. Свака водица је имала своју капелицу, крст и озидан бунар са исцељујућом водом.
Крај Сомбора се налазе три водице –  једна је Буковачка водица. 
Најстарији податак о овој водици налази се на топографској карти Буковца из 1843. године. Тада је било само култно место. 
У винограду Недељка Ковачића, забележеног у пописима салашара на Буковцу у другој половини 18. века, у непосредној близини реке Мостонге, извирала је, према предању, лековита вода.
Према предању појавио се непознат човек и рекао Недељку Ковачићу да ту мора бити бунар и крст. Недељко му показа да бунар већ постоји. Касније се по предању појави и девојка која крај бунара постави крст. Незадовољан што му посетиоци газе ливаду и виноград, он је затрпао бунар. Касније се разболео и уснуио Богородицу. Током болести, заветовао се да ће у случају да прездрави оспособити бунар и направити крст, уместо оног што је бацио у рит, што је, касније, и учинио.
Тако се народ од 1868-ме године почео окупљати на Буковачкој водици. 
Изнад саграђеног бунара је постављена надстрешница на дрвеним стубовима.

## О водици

### Капела
Поред бунара је 1928. године доборовољним прилозима буковачких салашара и сомборских грађана, према пројекту инжињера Светозара Кротина, подигнута капела Св. пророка Илије. Капела је сазидана од цигала, а кров је био прекривен бакарним лимом, а унутар каепеле налазиуо се мали дрвени иконостас и мермерна часна трпеза. Капела има основу уписаног крста са петостраном апсидом, певнице су правоугаоног облика. Изнад наоса је осмострано кубе са крстом и јабуком. У певницама су два прозора, у олтарској апсиди три, а на кубету осам прозора. Прозори су лучног облика. Врата су метална, лучног облика.
Под је изграђен од камених плочица. Иконостас је од дрвета. У олтару, уз зид је часна трпеза. Ту су и две нише у зиду.
Капела је окречена жутом бојом, а поткровни венци, шенбране и сокл су светлобраон.
Капелу је осветио сомборски прота Димитрије Бокшан на Илиндан исте године када је саграђена. Звона је купио брачни пар Ференчевић, Ђурђина и Илија.

### Дрвени крст и надстрешница
Дрвени крст је направљен 1921. године. Налази се са десне стране капеле. Поред њега је надстрешница која је постављена на шест дрвених стубова и покривена лимом у облику шестоугаоне пирамиде на чијем се врху налази крст.

### Звоник
Поред капеле, крај места првобитног бунара, налази се велики дрвени звоник. Од четири багремова стуба који се при врху сужавају направљен је звоник. Звоник је покривен лимом. На врху се налази крст и данас звоно није на звонику.

### Бунар
Бунар је измештен и постављен недалеко од свих осталих грађевина. Кружног је облика, а изнад њега је кућица шестоугаоне основе зидана опеком у доњем делу а у њеном горњем делу је дрвене конструкције. Кров је покривен лимом. Бунар је подигла Видосава Бошњак са својим супругом Томиславом 1993. године када је звоно са дрвеног звоника премештено у кров новоподигнутог бунара.

### Камени крст
Камени крст који се налази у склопу водице је дар др Ђуре Николића.
На постаменту каменог крста налази се текст:
„Господе Исусе Христе Спасе спаси нас".

## Водица данас
Данас се у капели служи литургија за Св. Илију. Окупљају се верници из околине, али и гости са стране. На Буковачкој водици данас постоје дрвен и камени крст, капела Светог Илије, стари и нов бунар, настрешница и дрвени звоник.